# Geschäfts- oder Firmenwert
Der Geschäfts- oder Firmenwert („Goodwill“) ist im Rechnungswesen die Bezeichnung für einen immateriellen Vermögensposten im Unternehmen, der durch entgeltlichen Erwerb von anderen Unternehmen oder Unternehmensteilen entsteht (derivativer Geschäfts- oder Firmenwert) oder als selbst geschaffener Firmenwert eine Höherbewertung des eigenen Unternehmens darstellt (originärer Geschäfts- oder Firmenwert).

## Allgemeines
Der Firmenwert ist eine abstrakte, gedankliche Konstruktion, mit der die Lücke zwischen ertragsabhängiger und substanzabhängiger Bewertung überbrückt werden soll. Insgesamt ist damit der Firmenwert definiert als Differenz zwischen dem Gesamtunternehmenswert und der Summe der Zeitwerte aller Aktiva und Passiva. Seine Höhe wird durch nicht oder nur schwer quantifizierbare Faktoren bestimmt (Gewinnaussichten, Kundenpotenzial, Qualität des Managements, Branchenbedeutung usw.), die eine objektivierbare bilanzielle Erfassung erschweren. Handelsrechtlich wird im Rahmen des Vollständigkeitsprinzips verlangt (§ 246 Abs. 1 Satz 1 und 2 HGB), dass der rechtliche oder wirtschaftliche Inhaber eines Vermögensgegenstandes diesen auch in seine Bilanz aufzunehmen hat. Damit rückt auch der Firmenwert in den Vordergrund und erlangt bilanzielle Bedeutung durch das Aktivierungsgebot des § 246 Abs. 1 Satz 4 HGB, das seit dem BilMoG vom Mai 2009 gilt und den Firmenwert unwiderlegbar als Vermögensgegenstand fingiert. Bei diesem Aktivierungsgebot macht das Gesetz allerdings einen Unterschied zwischen dem originären und dem derivativen Firmenwert. Gleichzeitig will das Vollständigkeitsprinzip jedoch im Rahmen des Gläubigerschutzes auch sicherstellen, dass lediglich diejenigen Vermögensgegenstände bilanziert werden, die den Gläubigern als Schuldendeckungspotenzial dienen können.

## Arten
Sowohl handelsrechtlich als auch steuerrechtlich ist zwischen dem originären und derivativen Firmenwert zu unterscheiden.

### Originärer Firmenwert
Beim originären Firmenwert handelt es sich um vom bilanzierenden Unternehmen selbst erstellte immaterielle Vermögensgegenstände wie eine durch die Bewertung des eigenen Unternehmens ermittelte Höherbewertung, die sich nicht aus dem bilanziellen Reinvermögen ergibt und bislang noch nicht im Rahmen einer Transaktion abgegolten wurde oder selbst geschaffene Marken, Drucktitel, Verlagsrechte, Kundenlisten oder ähnliches. Diese oder andere Positionen, bei denen eine Abgrenzung der Herstellungskosten von den auf den Firmenwert entfallenden Aufwendungen nicht zweifelsfrei möglich ist, unterliegen nach § 248 Abs. 2 HGB einem generellen Aktivierungsverbot. Solange der selbst geschaffene Firmenwert noch nicht durch eine objektiv feststellbare Gegenleistung in Form effektiver Anschaffungskosten konkretisiert und damit am Markt bestätigt worden ist, darf er nach den steuerrechtlichen Vorschriften nicht bilanziert werden; konkretisiert im Sinne der Rechtsprechung wird der originäre Firmenwert erst durch die Veräußerung des betroffenen Einzelunternehmens.
Die handelsrechtliche Aktivierungsfähigkeit beschränkt sich lediglich auf solche selbst erstellten immateriellen Werte, die die Kriterien eines Vermögensgegenstandes erfüllen. Werden die Vermögensgegenstandseigenschaften erfüllt, besteht für den originären Firmenwert ein Aktivierungswahlrecht, es sei denn, es handelt sich um Marken, Drucktitel, Verlagsrechte, Kundenlisten oder vergleichbare immateriellen Vermögensgegenstände des Anlagevermögens, die nicht entgeltlich erworben wurden (§ 248 Abs. 2 Satz 2 HGB). Damit bezieht sich das Aktivierungswahlrecht insbesondere auf Entwicklungskosten. Es hängt davon ab, ob hierfür die handelsrechtlichen Kriterien eines Vermögensgegenstands erfüllt sind.
Das für den originären Firmenwert geltende generelle Aktivierungsverbot bleibt auch nach dem BilMoG 2009 weiter bestehen. Werden jedoch selbst geschaffene immaterielle Vermögensgegenstände des Anlagevermögens aktiviert, sind sie automatisch mit einer Ausschüttungssperre nach § 268 Nr. 8 HGB belegt. § 246 Abs. 1 Satz 4 HGB und § 253 Abs. 5 Satz 2 HGB fingieren lediglich den derivativen Firmenwert als Vermögensgegenstand, nicht jedoch den originären; das Aktivierungswahlrecht nach 255 Abs. 4 HGB a.F. ist entfallen. Diese auf den derivativen Firmenwert beschränkte Fiktion führt dazu, dass bei Wahrnehmung des Aktivierungswahlrechts für einen originären Firmenwert die Eigenschaften eines Vermögensgegenstandes nachgewiesen werden müssen.

### Derivativer Firmenwert
Beim derivativen Firmenwert ist dieser gesonderte Nachweis nicht erforderlich, weil das Gesetz unwiderlegbar vermutet, dass die Eigenschaften eines Vermögensgegenstandes erfüllt sind. Liegt der Kaufpreis für ein entgeltlich erworbenes Unternehmen über dessen Reinvermögen (Vermögen abzüglich Schulden), so ist die positive Differenz als derivativer Firmenwert zu aktivieren. Voraussetzung für einen derivativen Firmenwert ist mithin das Bestehen eines Unterschiedsbetrags, um den die für die Übernahme eines Unternehmens bewirkte Gegenleistung über dem Wert der einzelnen Vermögensgegenstände abzüglich Schulden liegen muss. Ist dieser Unterschiedsbetrag negativ, handelt es sich um einen so genannten „Bad will“.
- Zeitwert des Eigenkapitals (Substanzwert) = Buchwert des Eigenkapitals + Stille Reserven − Stille Lasten
- Kaufpreis − Zeitwert des Eigenkapitals (Substanzwert) = derivativer Firmenwert (Goodwill).

Der Goodwill entspricht dem Betrag, den ein Käufer als Ganzes unter Berücksichtigung zukünftiger Ertragserwartungen über den Wert aller materiellen und immateriellen Vermögensgegenstände nach Abzug der Schulden zu zahlen bereit ist.

## Badwill
Der „Badwill“ ist im Rechnungswesen ein negativer Geschäfts- oder Firmenwert. Er entsteht im Rahmen der Kapitalkonsolidierung, wenn bei einem Unternehmenskauf der Kaufpreis für die Beteiligung unter dem Wert des Reinvermögens liegt. Der „Badwill“ als „negativer Unterschiedsbetrag“ ist als negative Ertragsaussicht oder als „lucky buy“ zu erklären und nach § 301 Abs. 3 Satz 1 HGB als Rückstellung zu passivieren („Unterschiedsbetrag aus der Kapitalkonsolidierung“). Er mindert also unter sonst gleichbleibenden Bedingungen das Reinvermögen des erwerbenden Unternehmens. Diese Rückstellung darf nur aufgelöst werden, wenn entweder die erwartete ungünstige Ertragsentwicklung eingetreten ist oder am Bilanzstichtag feststeht, dass der „Badwill“ einem realisierten Gewinn entspricht (§ 309 Abs. 2 HGB). Während das HGB von einer Passivierungspflicht ausgeht, ist in IFRS 3.34 ff. ein Ansatzverbot festgelegt. Nach erneuter Überprüfung („reassessment“) ist der negative Unterschiedsbetrag als Ertrag in der Gewinn- und Verlustrechnung zu erfassen.
„Lucky buy“ (oder „bargain purchase“ nach IFRS 3.56) werden in der Finanzwelt jene günstigen Unternehmenserwerbe genannt, bei denen der Kaufpreis unterhalb der Erwartungsschwelle des Erwerbers liegt oder sich später herausstellt, dass der gezahlte Kaufpreis niedriger als der Zeitwert ist. Eine negative Ertragsaussicht liegt vor, wenn das zu erwerbende Unternehmen (das „target“) aufgrund externer oder interner Entwicklungen von verschlechterten Gewinnaussichten oder gar Verlusten ausgeht.

## Abschreibung
Für den derivativen Firmenwert besteht eine generelle Aktivierungspflicht; das Gesetz erhebt ihn im Wege der unwiderlegbaren Vermutung zum Vermögensgegenstand (§ 246 Abs. 1 Satz 4 HGB). Damit verhindert das Gesetz im konkreten Einzelfall eine Diskussion, ob ein bestimmter derivativer Firmenwert alle Voraussetzungen eines Vermögensgegenstandes erfüllt oder nicht. Hierdurch sollen mögliche Zweifel ausgeräumt und Rechtssicherheit geschaffen werden. Ausnahmeregelungen, wie sie beim originären Firmenwert bestehen, gibt es beim derivativen Firmenwert nicht. Die handelsrechtliche Aktivierungspflicht deckt sich mit der steuerlichen in § 7 Abs. 1 Satz 3 EStG. Das bisherige Aktivierungswahlrecht nach § 255 Abs. 4 Satz 2 und 3 HGB a.F. ist konsequenterweise entfallen.
Der so erworbene derivative Firmenwert ist zu aktivieren (§ 246 Abs. 1 Satz 4 HGB) und planmäßig abzuschreiben (§ 253 Abs. 3 HGB). Der derivative Firmenwert gilt als abnutzbares Anlagegut (§ 246 Abs. 1 Satz 4 HGB). Für ihn besteht eine steuerrechtliche Nutzungsdauer von 15 Jahren (§ 7 Abs. 1 Satz 3 EStG). Gemäß § 285 Nr. 13 HGB ist eine Erläuterung des Zeitraums, über den ein entgeltlich erworbener Geschäfts- oder Firmenwert abgeschrieben wird, anzugeben. Sofern der Zeitraum nicht verlässlich geschätzt werden kann, ist der Geschäfts- oder Firmenwert über einen Zeitraum von 10 Jahren abzuschreiben (§ 253 Abs. 3 Satz 4 HGB). 
Eine EU-weite Branchenumfrage des EU-Rechnungslegungsgremiums Efrag ergab, dass zwei Drittel der Befragten eine stetige Abschreibung des Goodwills wünschen. Diese Methode erlaubt den Unternehmen, den Goodwill über mehrere Jahre aus der Bilanz zu tilgen, oder wie im Titel der entsprechenden Publikation ausgedrückt die in der Bilanz tickende Zeitbombe Goodwill zu entschärfen.

## Konzernabschluss
Wenn der Buchwert einer Konzerntochter bei der Konzernmutter nicht dem Bilanzwert des Eigenkapitals entspricht, entsteht ein Konsolidierungsausgleichsposten. Dieser Unterschiedsbetrag ist mit einem derivativen Firmenwert vergleichbar, wird jedoch auf der Passivseite nach dem Eigenkapital ausgewiesen. Sondervorschriften bestehen nach § 309 Abs. 1 Satz 1 HGB für seine Abschreibung.

## Internationale Rechnungslegung
Auch nach anderen internationalen Rechnungslegungsregeln ist der derivative Goodwill in der Handelsbilanz zwingend zu aktivieren. Das gilt beispielsweise für US-GAAP und für IFRS. Allerdings gilt auch nach IFRS für den selbstgeschaffenen Firmenwert (originären GoFW) ein explizites Aktivierungsverbot (IAS 38.48). Gleiches gilt nach US GAAP (FAS 142.10). Da es sich beim derivativen Unternehmenswert um einen Vermögenswert ohne abzuschätzende Lebensdauer handelt, wird er nicht planmäßig abgeschrieben (Impairment-only-Ansatz). Anstelle der Abschreibung erfolgt ein jährlicher Werthaltigkeitstest (Impairment-Test) nach IAS 36.

## Derivativer Firmenwert in der Praxis
In wirtschaftlich günstigen Zeiten, bei hoher Bewertung der eigenen Aktien oder leicht verfügbarem Fremdkapital zu niedrigen Zinsen werden Firmenübernahmen auch zu überhöhten Preisen getätigt. Dadurch kann ein hoher Goodwill als derivativer Firmenwert entstehen, welcher nur unter sehr optimistischen Annahmen zu begründen ist.
Im Einzelfall mag ein hoher derivativer Firmenwert gerechtfertigt sein, weil z. B. bedeutende Synergiepotentiale ausgeschöpft oder wichtige Innovationen zugekauft werden. Aus gesamtwirtschaftlicher Sicht ist jedoch kaum verständlich, dass in Zeiten großer Firmenübernahmen und Fusionen den insgesamt neu in den Büchern erscheinenden zusätzlichen derivativen Firmenwerten entsprechend hohe echte Mehrwerte gegenüber stehen.
Bei der Rechnungslegung in den Jahren nach einer Firmenübernahme sind seit Revision der Regeln von IFRS 3 (IAS 36) im Jahre 2004 keine planmäßigen, periodischen Abschreibungen dieses Goodwills mehr erlaubt. Es besteht jedoch eine Pflicht zur jährlichen Werthaltigkeitsprüfung („reassessment“). Dabei hat die Unternehmungsleitung einen erheblichen Spielraum bezüglich Annahmen über den zukünftigen Geschäftsverlauf und den anzuwendenden Abzinsungssatz. Sich aufdrängende Abschreibungen werden manchmal bewusst hinausgezögert, weil die Geschäftsleitung sich bezüglich der durchgeführten Firmenübernahmen keine Blöße geben will. Die in einem Zeitungsartikel zu diesem Thema erwähnte Studie der Universität St. Gallen spricht von einer sehr zögerlichen Abschreibungspraxis. Diese führt während insgesamt normalem Geschäftsgang zu höheren Gewinnausweisen der betreffenden Unternehmen und zu einem prozyklischen Einfluss auf das Ergebnis. Ein Revisionsexperte bezeichnet die gegenwärtige Praxis der Werthaltigkeitstests nach IFRS als nicht nachhaltig. Es ist sogar von Goodwill-Blasen oder einer resultierenden Zeitbombe die Rede. Falls andererseits Firmen mit relativ hohem Goodwill in offensichtliche Schwierigkeiten geraten und/oder eine neue Geschäftsführung die Leitung übernimmt, werden oft hohe Abschreibungen vorgenommen, um die Bilanz zu bereinigen, so dass das Unternehmensergebnis umso negativer ausfällt. Deshalb sind durch den Einfluss der Goodwill-Rechnungslegung nach IFRS die Erträge zyklischer geworden.
In der Schweiz haben vor allem einige mittelgroße Firmen, aber auch die Swatch Group und Georg Fischer AG, ihre Rechnungslegung von IFRS auf das schweizerische Swiss GAAP FER umgestellt. Neben dem geringeren Aufwand gibt es den Vorteil, dass auch während gutem Geschäftsgang Abschreibungen des derivativen Firmenwertes möglich sind (Zitat: „Den Goodwill loswerden“).
Vorsichtige Aktienanalysten ziehen den gesamten ausgewiesenen Goodwill vom Eigenkapital ab, um eine bessere Vorstellung über die Substanz einer Firma zu erhalten.
Beispiele von milliardenschweren Abschreibungen des derivativen Firmenwertes nach Firmenübernahmen sind:
- Im Bankensektor bei Unicredito, der größten italienischen Bankengruppe, im Umfang von 9,3 Mrd. Euro für das Jahr 2013,[15] bei Monte dei Paschi di Siena, der ältesten Bank der Welt, von 5,8 Mrd. Euro in den Jahren 2011 und 2012.[16] Auch in der Schweiz musste die Credit Suisse wegen des überteuerten Kaufs der US-Investmentbank DLJ eine Goodwill-Abschreibung von 3,8 Mrd. Schweizer Franken im Jahr 2015 vornehmen.[17] Erst durch den Einstieg eines neuen CEOs gegen Ende 2015 kam es zu dieser überfälligen Bereinigung.
- Im Telekombetreibersektor bei Telecom Italia im Zeitraum von 2011 bis erstem Halbjahr 2013 im Umfang von 14 Mrd. Euro;[18] bei der  Deutschen Telekom wegen der Fusion von T-Mobile USA mit PCS von 7,4 Mrd. Euro 2013;[19] bei der Swisscom nach dem Kauf der italienischen Fastweb 2007 von 1,3 Mrd. CHF 2011.[20]